# Marian Váross
Marian Váross (Turócszentmárton, 1923. február 7. - Pozsony, 1988. november 21.) szlovák filozófus, művészettörténész.

## Élete
Pozsonyban végezte tanulmányait. 1943-tól már mint diák kezdett dolgozni az Állami pszichotechnikai intézetben és tanulmányait a pszichológiával szélesítette. Az intézet 1950-es megszűntéig dolgozott ott. 1945-ben írta meg doktori disszertációját. Ezt követően 1945-1947 között a Sorbonne Egyetemen szerzett filozófiai doktorátust, majd 1948-1949-ben a Cambridge-i Egyetem végzett posztgraduális tanulmányokat. 1951-től áthelyezték a Szlovák Tudományos Akadémia kiadójához mint orosz fordítót, 1953-tól a Szlovák Tudományos Akadémia Teória és művészettörténet kabinet létrehozásán működött közre, mely később intézetté fejlődött. Ennek igazgatója volt egészen 1970-ig. A normalizáció időszakában félreállították és tiltólistán volt. Ekkor került a Szlovák Nemzeti Galériához mint hivatalnok. 1984-ben nyugdíjazták.
Turócszentmártonban a Nemzeti Sírkertben nyugszik.

## Emléke
- Marian Váross-díj

## Művei
- Le fanatisme (Une analyse psychologique et axiologique)
- L'intuitivisme comme théorie de la connaissance
- 1949 Axiológia ako teória hodnôt a hodnotenia. Cambridge
- 1960 Slovenské výtvarné umenie 1918-1945. Bratislava
- 1963 Slovenské výtvarné umenie 1918-1948.
- 1964 Vincent van Gogh
- 1967 Slovník súčasného slovenského umenia. Bratislava
- 1969 Estetično, umenie a človek
- 1969 Nová figurácia
- 1970 Úvod do axiológie
- 1971 Aurel Kajlich
- 1971 Výtvarný život na Slovensku začiatkom 20. storočia
- 1981 Martin Benka
- 1988 Gustáv Mallý
- 1991 Úvahy v samote
- 2016 Deň za dňom samota
- 2019 Úvahy v nečase